# Robert Barnekow
Robert Gabriel Adolph Barnekow (2. oktober 1848 i Faaborg – 2. marts 1931 i New Zealand) var en dansk maler og landmand.
Han var søn af premierløjtnant, senere ritmester, toldforvalter i Kerteminde August Carl Ferdinand Barnekow (1815-1868) og Henriette Andrea Toxwerdt. Han uddannede sig i Kunstakademiets skoler fra 1. oktober 1869 til januar kvartal 1876, da han forlod Akademiet uden at have taget afgang som maler. Barnekow udstillede fra 1878-79 og 1881-82 nogle få figurbilleder og landskaber på Charlottenborg Forårsudstilling. 1882 modtog han Krafts Legat. Han udstillede desuden på Kunstnerforeningen af 18. Novembers udstilling i 1882 og på Raadhusudstillingen i København 1901.
Han blev gift 10. august 1890 i København med Else Cathrine Brock (13. august 1850 - 1. november 1921), forlod derpå sit fædreland og bosatte sig i Palmerston i New Zealand, hvor han ernærede sig som landmand.

## Værker
- Interiør fra Thorvaldsens Museum (1878, Thorvaldsens Museum)
- Et åløb (1881, tidliger i Johan Hansens samling)
- Korsfæstelsen (Altertavle i Dansk lutheransk Kirke i Palmerston, New Zealand)